# Lacaugne
Lacaugne ist eine französische Gemeinde mit 244 Einwohnern (Stand: 1. Januar 2022) im Département Haute-Garonne in der Region Okzitanien (vor 2016 Midi-Pyrénées). Sie gehört zum Arrondissement Muret und zum Kanton Auterive. Die Einwohner werden Lacaugnais genannt.

## Geographie
Lacaugne liegt an der Grenze zum Département Ariège, etwa 17 Kilometer südsüdwestlich von Muret. Der Fluss Aunat begrenzt die Gemeinde im Osten. Umgeben wird Lacaugne von den Nachbargemeinden Marquefave im Norden, Montgazin im Nordosten, Lézat-sur-Lèze im Osten, Latrape im Süden sowie Carbonne im Südwesten und Westen.

## Bevölkerungsentwicklung
| Jahr                       | 1962 | 1968 | 1975 | 1982 | 1990 | 1999 | 2006 | 2013 | 2020 |
| Einwohner                  | 144  | 154  | 149  | 179  | 170  | 168  | 197  | 203  | 242  |
| Quellen: Cassini und INSEE |      |      |      |      |      |      |      |      |      |

## Sehenswürdigkeiten

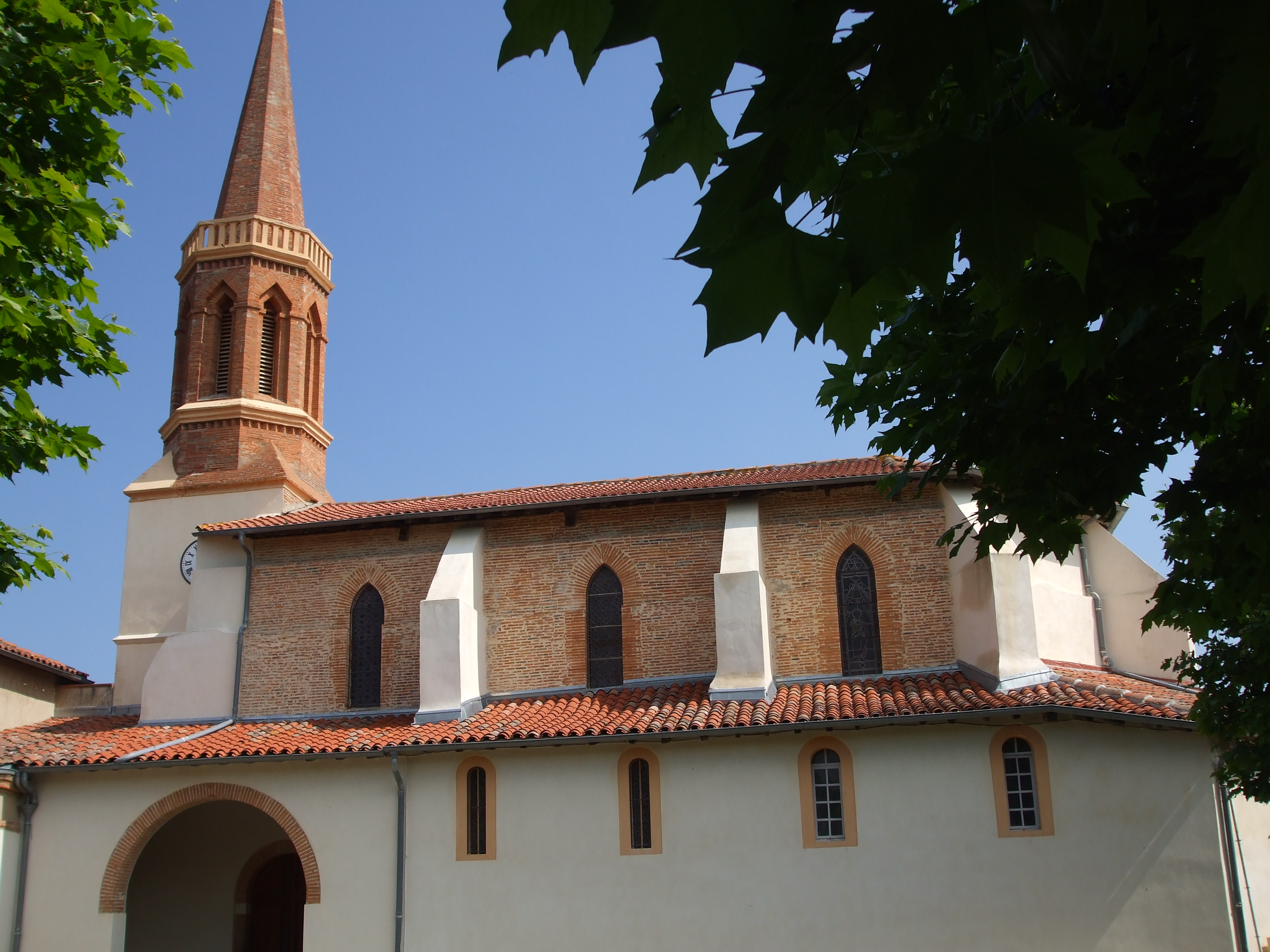
Kirche Sainte-Madeleine

- Kirche Sainte-Madeleine
- Windmühle